# Operation Yellowhammer
Operation Yellowhammer (zu dt. Operation Goldammer) ist der Deckname, der vom britischen Finanzministerium für die ressortübergreifende zivile Notfallplanung für die Möglichkeit eines Brexit ohne Abkommen verwendet wird. Im Falle eines Ausstiegs ohne Abkommen könnte der einseitige Austritt des Vereinigten Königreichs aus der EU für eine unbekannte Dauer viele Aspekte der Beziehungen zwischen dem Vereinigten Königreich und der Europäischen Union stören, einschließlich Finanztransfers, Personenverkehr, Handel, Zoll und anderen Bereichen. Die Operation Yellowhammer soll die Auswirkungen dieser Störung im Vereinigten Königreich abmildern und voraussichtlich etwa drei Monate dauern. Die Operation wurde vom Civil Contingencies Secretariat (CCS) entwickelt, einer Abteilung des Kabinetts, die für die Notfallplanung zuständig ist.
Am 3. September 2019 sagte der Vizepremier und Minister ohne Geschäftsbereich, Michael Gove, zu dessen Aufgaben die Vorbereitung eines abkommenslosen Brexit gehört, im Unterhaus: „Die Annahmen der Operation Yellowhammer sind keine Vorhersage dessen, was wahrscheinlich passieren wird, sie sind nicht ein Best-Case-Szenario oder eine Liste wahrscheinlicher Ergebnisse, sie sind Projektionen dessen, was in einem Worst-Case-Szenario passieren kann.“

## Historie der Vorbereitungsmaßnahmen
Am 20. März 2019 erklärte der Brexit-Sekretär der britischen Regierung, Stephen Barclay, dass die Befehls- und Kontrollstrukturen der Operation Yellowhammer am 25. März 2019 „vollständig in Kraft treten“ würden, es sei denn, zwischen dem Vereinigten Königreich und der EU würde ein neuer Austrittszeitpunkt vereinbart. Am 21. März 2019 besetzte das Verteidigungsministerium einen Bunker unter seinem Hauptquartier in Whitehall, um die militärischen Aktivitäten im Zusammenhang mit der Operation Redfold zu koordinieren, und der COBRA-Notfallausschuss übernahm die Kontrolle über die No-Deal-Planung mit der Absicht, am 25. März 2019 nationale Notfallpläne umzusetzen.
Ende März 2019 wurden zwischen dem Vereinigten Königreich und der EU mögliche neue Ausstiegsdaten vereinbart. Infolgedessen wurde die vollständige Aktivierung der Operation Yellowhammer auf den 8. April 2019 verschoben.
Am 10. April 2019 gewährte der Europäische Rat dem Vereinigten Königreich eine sechsmonatige Verlängerung; wenige Wochen später wurde das 6.000 Mann starke Beamtenteam von Yellowhammer aufgelöst, wobei die meisten Mitglieder zu ihren üblichen Tätigkeiten zurückkehrten. Die Entwicklungen in der Zwischenzeit – Theresa May trat als Vorsitzende der Konservativen Partei zurück und die erhöhte Wahrscheinlichkeit eines Harten Brexits könnten es jedoch notwendig machen, die Vorbereitungen wieder aufzunehmen. Die Denkfabrik Institute for Government (IfG), wies darauf hin, dass die Regierung möglicherweise nie wieder so bereit für einen Brexit ohne Abschluss sein würde wie zum ursprünglichen Abreisedatum Ende März. Laut IfG, Brexit-Programmdirektor Joe Owen, ist die Wiedereinstellung von Yellowhammer und die Wiedereinstellung von Tausenden von Beamten zur Umsetzung von Notfallplänen eine gewaltige Aufgabe; alles muss „wiederbelebt und wiederbelebt werden, und frühere Runden der Mitarbeiterschulung müssen wiederholt werden“. Nach Bericht des Guardians ist dies ein Zeichen dafür, „dass uns die Zeit bereits ausgegangen ist.“
Die Europäische Union hat am 25. März 2019 eine Pressemitteilung veröffentlicht, in der sie angibt, dass sie die Vorbereitungen für ein zunehmend wahrscheinlicheres „No-Deal“-Szenario am 12. April 2019 abgeschlossen hat.

## Ringen um die Herausgabe der Planungsdokumente
Bereits im März 2019 waren vom Guardian Auszüge eines geheimen Dokumentes veröffentlicht worden, das die Pläne der Regierung in London für den Fall eines No-Deal-Brexits zeigen.
Nachdem die Regierung von verschiedenen Seiten mehrfach zur Veröffentlichung des Planungsdokumentes aufgefordert wurde, ohne dass dieser Forderung stattgegeben wurde, verabschiedete das Unterhaus am 9. September 2019 schließlich einen Beschluss, in dem die Regierung aufgefordert wurde, „spätestens am Mittwoch, den 11. September, um 23.00 Uhr, alle Dokumente, die seit dem 23. Juli 2019 in der Regierung Ihrer Majestät im Zusammenhang mit der Operation Yellowhammer vorbereitet und dem Kabinett oder einem Kabinettsausschuss vorgelegt wurden, gegenüber dem Unterhaus zu veröffentlichen“.
Daraufhin veröffentlichte die Regierung am 11. September ein fünfseitiges Dokument mit dem Titel „Operation Yellowhammer: Angemessene Worst-Case Planungsannahmen ab dem 2. August 2019“. Trotz eines Titelwechsels – von „Base Scenario“ zu „Reasonable Worst Case Planning Assumptions“ – und eines redigierten Absatzes, der sich angeblich mit den Auswirkungen auf die Ölraffinerieindustrie befasst, war das Dokument weitgehend identisch mit demjenigen, das im August durchgesickert war.

## Trivia
Da im englischen Sprachraum unterschiedliche Vögel den Namen Yellowhammer tragen, stellt sich die Frage, ob die Namensgeber an die in England wie Deutschland beheimatete Goldammer (Emberiza citrinella) oder den in den USA lebenden Goldspecht (Colaptes auratus) dachten, der dem US-Bundesstaat Alabama zu seinem Beinamen Yellowhammer-State verhalf. Öffentlich gesicherte Aussagen gibt es dazu bislang nicht, die Times spricht allerdings von einem „small yellow songbird“ (also kleinem gelben Singvogel), der zufällig als Codename ausgewählt worden sei, womit der Goldspecht ausscheidet.